# Соэн (станция)
Станция Соэн (яп. 桑園駅 со:эн эки) — железнодорожная станция в японском городе Саппоро, обслуживаемая компанией JR Hokkaido. На этой станции можно использовать Kitaca (смарт-карта).

## История
Станция Соэн была открыта 1 июня 1924 года. В 1988 году была построена приподнятая станция. С приватизацией JNR она перешла под контроль JR Hokkaido.

## Линии
- JR Hokkaido
  - Главная линия Хакодате
  - Линия Сассё (Линия Гакуэнтоси)

## Планировка
Платформы 
| 1 | ■Линия Хакодате | на станции Тэинэ и Отару        |
| 2 | ■Линия Хакодате | на станции Саппоро и Ивамидзава |
| 3 | ■Линия Сассё    | на станции Хоккайдо-Ирёдайгаку  |
| 4 | ■Линия Сассё    | на станции Саппоро              |